# Хаїм Бялик
Хаїм Нахман Бялик (івр. חיים נחמן ביאליק; 9 січня 1873, Івниця, Волинська губернія, Російська імперія — 4 липня 1934, Відень, Австрія) — єврейський поет, народжений в Україні, есеїст, перекладач та редактор, один із засновників новітньої літератури мовою іврит (писав також їдишем).

## Життєпис

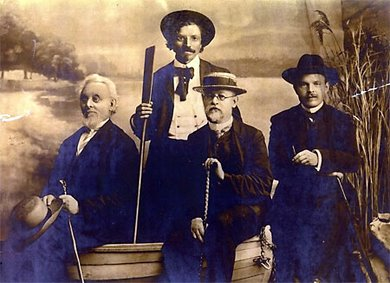
Єврейські письменники, Одеса 1910. зліва на право: Менделе Мойхер-Сфорім, Шолом-Алейхем, Мордехай Бен-Амі, Хаїм-Нахман Бялік

Народився в селі Івниця біля сучасного Житомира.
Його батько, Ісаак Йосиф (івр. יצחק יוסף ביאליק), займався торгівлею деревиною та борошномелінням. Його матір, Діна Пріва (івр. דינה פריבה), була одружена вдруге. Коли Хаїму було 6 років, його сім'я переїхала до Житомира. У 1880 році батько помер і матір віддала сина на виховання до його діда по батьковій лінії Якова Моше (івр. יעקב משה ביאליק). Спочатку Хаїм відвідував хедер, однак з 13 років почав навчатися самостійно. З дитинства він мріяв про навчання в раввинській семінарії в Берліні. На його думку, це дозволило б йому набути достатньо знань та досвіду для того, щоб увійти в сучасну європейську цивілізацію.
Під враженням від журналістської статті про Воложинську єшиву в Литві він переконав діда дозволити йому там навчатися. У Воложині його сподівання на академічну секулярну освіту не були задоволені, оскільки єшива спеціалізувалася в основному на вивчення Талмуду. Однак у цій ситуації йому довелося зануритися у вивчення традиційних дисциплін.
Навчався в Одесі, де мешкав за адресою вул. Мала Арнаутська, 9.
Почав друкуватися в 1890-х роках.
У 1908 побачило світ повне зібрання його творів, сповнених переконання автора у духовному відродженні свого народу.
Переклав на іврит роман Сервантеса «Дон Кіхот», поезії Фрідріха Шиллера.
Разом з однодумцями поет створив в Одесі навчально-педагогічне видавництво «Морія» (івр. מוריה).
Зневірившись у можливості розвитку в СРСР єврейської культури на івриті, переїхав до Тель-Авіва.
У 1926 в США поету були присуджені почесні ступені Єврейської теологічної семінарії та Єврейського інституту релігії.

## Ушанування пам'яті

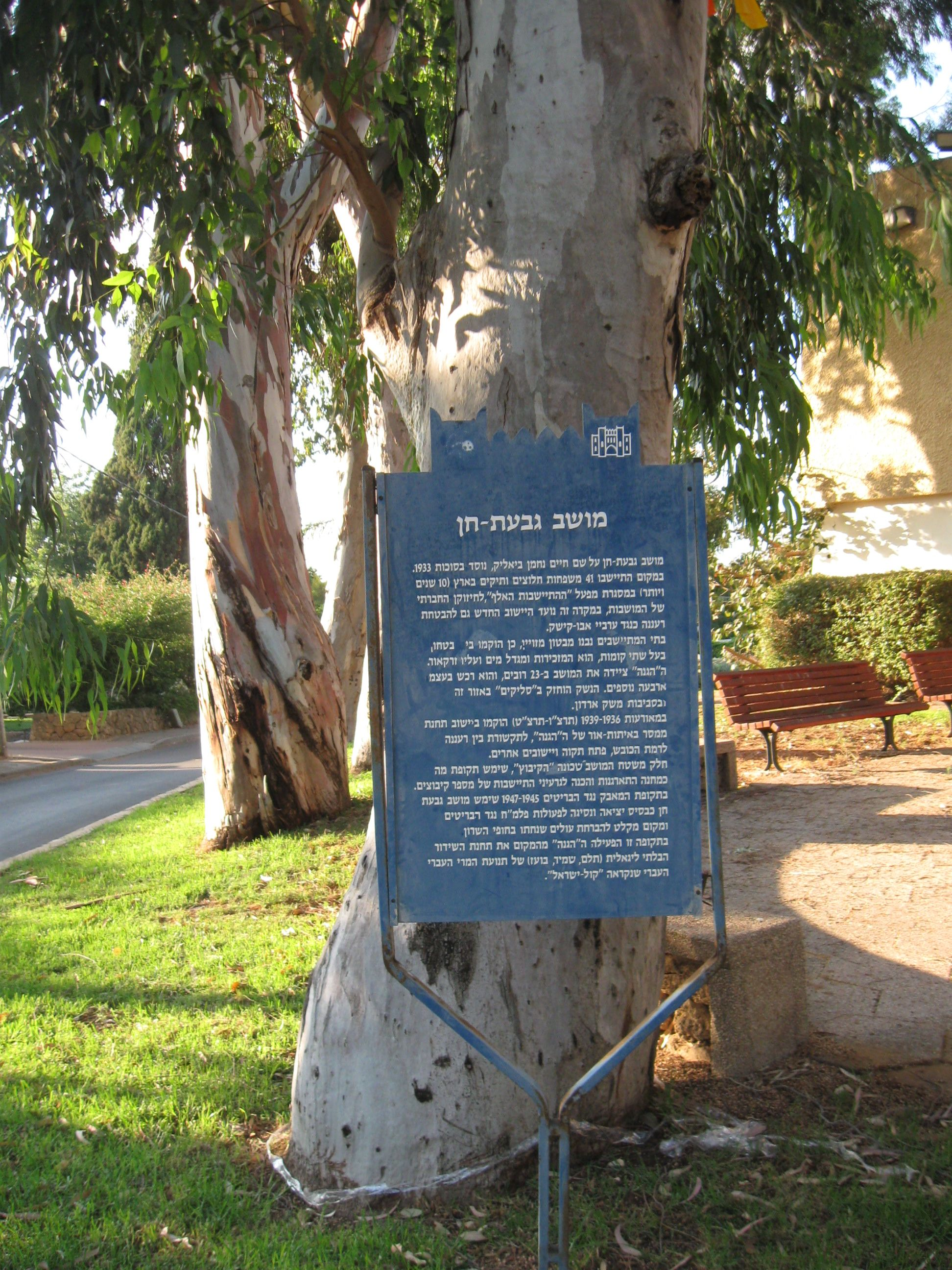
Меморіальна дошка у центрі Ґів'ат Хен, де пояснюється назва поселення та зв'язок із Бяликом

На честь творів Бялика названі вулиці в ізраїльському мошаві Ґів'ат Хен (івр. גִּבְעַת חֵ"ן). Назва самого населеного пункту — це акронім від його ініціалів «ХН».
З 1933 року вручається премія його імені.